# Liste von Mühlen an der Großen und Kleinen Röder

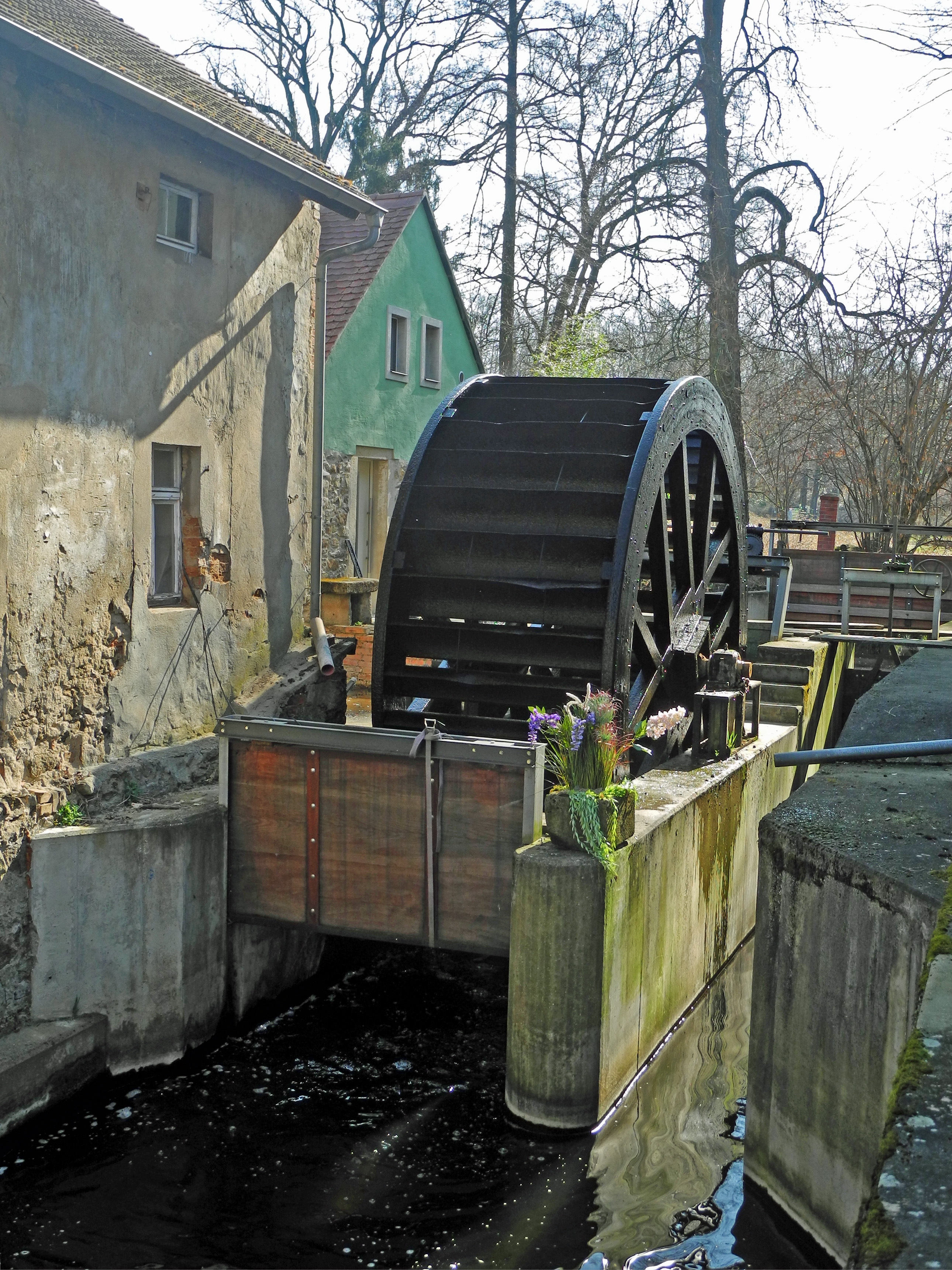
Mühlrad an der Mehnertmühle in Medingen

Die Liste von Mühlen an der Großen und Kleinen Röder gibt eine Übersicht über die historischen Wassermühlen an der Großen Röder, der Kleinen Röder und der Schwarzen Röder unabhängig davon, ob sie noch existieren oder bereits verfallen und abgerissen sind. Es wurden etwa 80 Mühlenstandorte an der Großen Röder und deren Zuflüssen erfasst. Viele Mühlen existieren nicht mehr, einige sind umgebaut und dienen anderen Zwecken.
Bei Mühlen, die unter Denkmalschutz stehen, kann über die ID-Nummer der jeweilige Denkmaltext aus der sächsischen Denkmalliste aufgerufen werden. Die historische Bedeutung der Mühlen als Einzeldenkmale ergibt sich aus dem Denkmaltext des Landesamts für Denkmalpflege Sachsen.

## Legende
- Bild: zeigt ein Bild der Mühle und gegebenenfalls zusätzlich einen Link zu weiteren Fotos im Medienarchiv Wikimedia Commons.
- Bezeichnung: Name der Mühle und gegebenenfalls Bauwerksname des Kulturdenkmals
- Lage: Ortsteil bzw. Gemarkung sowie Straßenname und Hausnummer. Der Link Karte führt zur Kartendarstellung.
- Datierung: gibt das Jahr der Fertigstellung oder den Zeitraum der Errichtung an.
- Beschreibung: Angabe baulicher und geschichtlicher Einzelheiten, von Denkmaleigenschaften sowie ehemaligen Besitzern oder Bewohnern der Mühle
- ID: Falls die Mühle ein Kulturdenkmal ist, ist hier die ID-Nr. des Landesamts für Denkmalpflege Sachsen angegeben. Ein ggf. vorhandenes Icon  führt zu den Angaben bei Wikidata.

## Liste von Mühlen an der Großen Röder
Die Liste der ehemaligen Mühlen an der Großen Röder ist entsprechend der örtlichen Lage an den Flussläufen von der Quelle zur Mündung gegliedert.
| Bild                                    | Bezeichnung                                         | Lage                                                     | Datierung                          | Beschreibung | ID                       |
| --------------------------------------- | --------------------------------------------------- | -------------------------------------------------------- | ---------------------------------- | --- | ------------------------ |
|                                         | Buschmühle Ohorn                                    | Ohorn, An der Buschmühle 8 (Karte)                       |                                    | ehem. Buschmühle Ohorn, jetzt Landgasthof |                          |
|                                         | Niedermühle Ohorn                                   | Ohorn, Röderstraße 2 (Karte)                             |                                    | ehem. Niedermühle Ohorn, jetzt Wohnhaus |                          |
| Weitere Bilder                          | Brettmühle Bretnig                                  | Bretnig, Karolinenstraße 31 (Karte)                      |                                    | ehem. Brettmühle Bretnig; siehe auch: Anmerkungen zu Mühlen der Müllerfamilie Bienert. |                          |
| Direkt Bild zu diesem Denkmal hochladen | Obermühle Hauswalde                                 | Hauswalde, Krohnenbergstraße (Karte)                     |                                    | ehem. Mühle Hauswalde am Hauswalder Bach, genaue Lage unklar |                          |
| Weitere Bilder                          | Mühle Hauswalde                                     | Hauswalde, Hauptstraße 47 (Karte)                        |                                    | ehem. Mühle Hauswalde am Hauswalder Bach |                          |
| Weitere Bilder                          | Niedermühle Hauswalde                               | Hauswalde, Frankenthaler Straße 4 (Karte)                |                                    | ehem. Niedermühle Hauswalde am Hauswalder Bach |                          |
|                                         | Mühle Bretnig                                       | Bretnig, Kirchstraße 5 (Karte)                           |                                    | ehem. Mühle Bretnig am Hauswalder Bach, genaue Lage unklar |                          |
|                                         | Niedermühle Bretnig                                 | Bretnig, Bischofswerdaer Straße 14-16 (Karte)            |                                    | ehem. Niedermühle Bretnig, später Kontorhaus und Fabrikgebäude, genaue Lage unklar |                          |
| Weitere Bilder                          | Obermühle oder Bodens Mühle Großröhrsdorf           | Großröhrsdorf, Bandweberstraße 127 (Karte)               | 1. Hälfte 19. Jh.                  | ehem. Obermühle Großröhrsdorf; Wohnhaus über rechtwinkligem Grundriss; Obergeschoss und Giebel Fachwerk verbrettert, Krüppelwalmdach, baugeschichtlich und straßenbildprägend von Bedeutung. Ersterwähnung 1551, um 1874 Mahl- und Schneidemühle sowie Ölpresse, ab 1900 im Besitz der Firma C. G. Boden, 1925 Mahlbetrieb eingestellt, Mühleneinrichtung verschrottet, jetzt Wohnhaus. | 09289651                 |
| Weitere Bilder                          | Förstermühle Großröhrsdorf                          | Großröhrsdorf, Ohorner Weg 6a (Karte)                    |                                    | ehem. Förstermühle Großröhrsdorf unterhalb des Försterteichs außerhalb der alten Ortslage, bereits im 16. Jahrhundert als Mühlengut erwähnt, im Dreißigjährigen Krieg stillgelegt, um 1710 wieder als Mühle eingerichtet, bis um 1770 im Besitz der Großröhrsdorfer Förster, 1773 Umbau zur Ölmühle, um 1900 als Bandweberei genutzt, jetzt Wohnhaus. | Wikidata-Objekt anzeigen |
| Weitere Bilder                          | Haufesche Mühle Großröhrsdorf                       | Großröhrsdorf, Bandweberstraße 52 (Karte)                |                                    | ehem. Haufesche Mühle Großröhrsdorf, Ersterwähnung 1551, seit 1742 im Besitz der Familie Haufe, 1909 Wohnhaus (Fachwerk) und Nebengebäude der Mühle abgebrannt, danach bis um 1960 nur noch Schrotmühle und Sägewerk, Mühlgraben 1961 zugeschüttet. |                          |
|                                         | Walthersche Mühle Großröhrsdorf                     | Großröhrsdorf, Mühlstraße 1-3 (Karte)                    |                                    | ehem. Walthersche Mühle Großröhrsdorf, Ersterwähnung als Mühlengut 1551, 1876 abgerissen und Gebäude der Firma C. G. Großmann errichtet, die später bis 1938 als Kraftwerk zur Stromerzeugung dienten. Brettmühle noch bis 1903 in Betrieb, genaue Lage unklar |                          |
| Weitere Bilder                          | Lehnguts- oder Steglichs Mühle Großröhrsdorf        | Großröhrsdorf, Radeberger Straße 13 (Karte)              |                                    | ehem. Lehnguts- oder Steglichsche Mühle Großröhrsdorf, Ersterwähnung 1551, ab 1902 war Max Steglich Mühlenbesitzer. Mahlmühle 1906 stillgelegt, danach Bäckerei und Konditorei, Schrotbetrieb bis 1917, Mühlteich 1954 zugeschüttet. | Wikidata-Objekt anzeigen |
| Weitere Bilder                          | Niedermühle oder Paufler-Mühle Großröhrsdorf        | Großröhrsdorf, Wasserstraße 3 (Karte)                    |                                    | ehem. Nieder- oder Pauflermühle Großröhrsdorf, Ersterwähnung als Mühlengut 1474, Mahl- und Sägemühle, Dampfbetrieb seit 1864, jetzige Dampfanlage von 1893 bis 1952 in Betrieb, danach elektrischer Mahlbetrieb, der 1963 eingestellt wurde, Mühleneinrichtung nicht mehr vorhanden, Mühlgraben ab 1964 zugeschüttet, nur noch als Sägewerk betrieben. |                          |
| Direkt Bild zu diesem Denkmal hochladen | Niedermühle Großröhrsdorf                           | Großröhrsdorf, Radeberger Straße 110 (?) (Karte)         |                                    | ehem. Niedermühle Großröhrsdorf, genaue Lage unklar |                          |
| Direkt Bild zu diesem Denkmal hochladen | Obermühle Kleinröhrsdorf                            | Kleinröhrsdorf, Rödertalstraße (Karte)                   |                                    | ehem. Brett- oder Schneidemühle Kleinröhrsdorf, genaue Lage unklar |                          |
| Weitere Bilder                          | Krausemühle Kleinröhrsdorf                          | Kleinröhrsdorf, Wallrodaer Straße 5 (Karte)              | 1793                               | ehem. Krausemühle Kleinröhrsdorf; Wohnmühlenhaus; Obergeschoss Sichtfachwerk, Ständer sehr unregelmäßig, Sandsteintürgewände, Krüppelwalmdach, über der Haustür Tafel mit Müllerwappen: zwei Löwen bewegen ein Rad, baugeschichtlich, ortsgeschichtlich und straßenbildprägend von Bedeutung. | 09289688                 |
| Weitere Bilder                          | Phillipp-Mühle Wallroda                             | Wallroda, Mühlstraße 8 (Karte)                           | 18. Jh.                            | ehem. Phillipp-Mühle Wallroda; Getreide- und Sägemühle. Wohnmühlengebäude einschließlich Mühlentechnik im nördlichen abgewinkelten Anbau, östliches Nebengebäude und westliches winkliges Gebäude mit Wohnteil und Scheune sowie Hofpflasterung; Mühlengebäude Obergeschoss Fachwerk, bez. im Giebel „1913 Otto Philipp“; Scheune Fachwerk im Drempel, östliches Nebengebäude zweigeschossiger verputzter Massivbau mit Satteldach, Hofpflasterung kleinteiliges Granitpflaster in Mischung mit rechteckigen, großformatigen Natursteinplatten in straßenseitige Mauer eingebaute drei Mühlsteine, mittlerer bez. „1896, 1976 und 80 Jahre Mühle Philipp“; baugeschichtlich und technikgeschichtlich von Bedeutung. | 09284427                 |
| Weitere Bilder                          | Hüttermühle Radeberg                                | Radeberg, Schloßstraße 21 (Karte)                        | 2. Hälfte 19. Jh.                  | ehem. Hüttermühle im Hüttertal; Mühle (nur Kopfbau), Mühlgraben mit Wehr, Mühlrad und zwei Pfeiler mit Kugelaufsätzen; eine von mehreren Mühlen im Hüttertal entlang der Großen Röder, seit 1870 Gastwirtschaft und beliebtes Ausflugsziel, ortsgeschichtlich von Bedeutung. | 09285522                 |
| Weitere Bilder                          | Knochenmühle Radeberg                               | Radeberg, Schloßstraße 20 (Karte)                        | 1860                               | ehem. Knochenmühle Radeberg im Hüttertal, auch Knochenstampfe | Wikidata-Objekt anzeigen |
| Weitere Bilder                          | Schlossmühle Radeberg                               | Radeberg, Schloßstraße 8 (Karte)                         | 18./Anfang 19. Jh.                 | ehem. Schlossmühle im Hüttermühle; Mühlenhof mit Mühle mit technischer Ausstattung und Wasserrad, Scheune und Mühlgraben mit Wehr; im Hüttertal gelegen, technikgeschichtlich, baugeschichtlich und ortsgeschichtlich von Bedeutung. | 09285519                 |
| Weitere Bilder                          | Bergmühle Radeberg                                  | Radeberg, Wasserstraße 11 (Karte)                        | Ersterwähnung Ende 16. Jahrhundert | Ende des 16. Jahrhunderts zeichnet Oeder die „Nico(e)l Bergm(anns) mül“ in seine Karte ein. Im Jahr 1669 wird die Bergmühle als Getreidemühle mit drei Mahlgängen erwähnt. 1815 wird an der Mühle ein Wohnhaus mit angrenzendem Backofengewölbe errichtet. Der Mühlgraben der Bergmühle, die 1845 auch Birkenmühle genannt wurde, trieb ein unterschlächtiges Mühlrad an und diente ab 1913 auch der Versorgung des Stadtbades mit Wasser. Im Jahr 1950 wurde der Mühlbetrieb eingestellt und 1989 wurde das Mühlengebäude abgetragen. Erhalten geblieben ist eine winklige Scheune mit offener Galerie, kleine Scheune und Futter- und Saatkeller; älteste Mühle der Stadt, baugeschichtlich und ortsgeschichtlich von Bedeutung. | 09285512                 |
| Weitere Bilder                          | Mittelmühle Radeberg                                | Radeberg, Mühlstraße 1 (Karte)                           | Ersterwähnung 1517                 | Die Mittelmühle wurde erstmals 1517 als Ölmühle erwähnt und in der Ur-Oeder Karte wird sie „Beckmül“ genannt. Im Dreißigjährigen Krieg wurde sie schwer beschädigt, wird jedoch im Jahr 1653 als Mühle mit zwei Mahlgängen erwähnt. Friedrich Julius Kissig kaufte 1872 die Mühle mit Mahlbetrieb und Brotverkauf. Zusätzlich errichtete er ein Säge- und Hobelwerk, wodurch die Mühle besser ausgelastet werden konnte. Im Jahr 1872 wurde Kissig Anteilseigner der „Möbel- und Stuhlfabrik Kock & Kissig“, welche er mit Holz belieferte. 1909 wurde ein Wohnhaus an der Mühle errichtet, in welchem 1965 eine Arztpraxis eröffnet wurde. Der Mahlbetrieb wurde im Jahr 1920 eingestellt. 1946 erhielt die Mühle ein neues großes, eisernes unterschlächtiges Mühlrad für die Schneidmühle. Acht Jahre später wurde jedoch die Mühle komplett stillgelegt. Im Jahr 1978 wurde das Sägewerk endgültig durch ein Feuer zerstört. Erhalten ist das Wohnmühlengebäude mit Resten der Mühlentechnik, Scheune, Wehr, Teilungsmauer und Villa eines ehemaligen Mühlenanwesens; ortsgeschichtliche und ortsbildprägende Bedeutung. | 09285142                 |
| Weitere Bilder                          | Herrenmühle (auch Ratsherrenmühle genannt) Radeberg | Radeberg, Pulsnitzer Straße (Karte)                      |                                    | ehem. Herrenmühle oder Ratsherrenmühle Radeberg, später Papierfabrik Noske (wüst) | Wikidata-Objekt anzeigen |
| Weitere Bilder                          | Stadtmühle oder Probstmühle Radeberg                | Radeberg, Dresdner Straße 38 (Karte)                     |                                    | ehem. Stadtmühle oder Probstmühle Radeberg, urspr. Bruhm- oder Oberförstermühle, nach 2014 von der Denkmalliste gestrichen | Wikidata-Objekt anzeigen |
| Weitere Bilder                          | Talmühle Lotzdorf                                   | Lotzdorf, Talstraße 60 (Karte)                           | 18. Jh.                            | ehem. Talmühle Lotzdorf, urspr. Grundmühle; Wohnmühlenhaus (Mühlengebäude oder Müllerwohnhaus) auf verwinkeltem Grundriss und Schuppen (z. T. mit Fachwerk) sowie Mühlgraben (zum großen Teil verschüttet); baugeschichtlich und ortsgeschichtlich von Bedeutung. | 09285505                 |
| Weitere Bilder                          | Tobiasmühle Lotzdorf                                | Lotzdorf, Talstraße 59 (Karte)                           | 2. Viertel 19. Jh.                 | ehem. Tobiasmühle oder Hempelmühle Lotzdorf, urspr. Niedergrundmühle; unter Denkmalschutz steht nur: seitliches Wirtschaftsgebäude sowie Brücke über die Große Röder; baugeschichtlich und wirtschaftsgeschichtlich von Bedeutung. | 09285430                 |
| Weitere Bilder                          | Rasenmühle Lotzdorf                                 | Lotzdorf, Lotzdorfer Straße 65 (Karte)                   | 1. Hälfte 19. Jh.                  | ehem. Rasenmühle Lotzdorf; Hauptgebäude, Scheune (Fachwerk) und Wirtschaftsgebäude der ehem. Mühle; baugeschichtlich und ortsgeschichtlich von Bedeutung. | 09285431                 |
|                                         | Dorfmühle Liegau-Augustusbad                        | Liegau-Augustusbad, Rödertalstraße 52 (Karte)            |                                    | ehem. Dorfmühle Liegau-Augustusbad, abgerissen 2010, genaue Lage unklar |                          |
|                                         | Weiße Mühle Liegau-Augustusbad                      | Liegau-Augustusbad, Wachauer Straße 1-3 (Karte)          |                                    | ehem. Weiße Mühle Liegau-Augustusbad, genaue Lage unklar |                          |
| Weitere Bilder                          | Grundmühle Liegau-Augustusbad                       | Liegau-Augustusbad, Grundmühlenweg 1 (Karte)             | 1826                               | ehem. Grundmühle Liegau-Augustusbad; Mühlengebäude mit hinterem Anbau, östliches und nordwestliches Nebengebäude sowie Scheune eines Mühlenanwesens; Mühlengebäude (ehem. Gasthaus), bez. im Schlussstein 1826, östliches Nebengebäude Obergeschoss Fachwerk (ehem. Bäckerei), bez. im Korbbogen 1802, nordwestliches Nebengebäude Obergeschoss Fachwerk, verm. alte Knochenmühle, Holzscheune, baugeschichtlich, ortsgeschichtlich und technikgeschichtlich von Bedeutung. | 09275320                 |
| Weitere Bilder                          | Marienmühle Seifersdorf                             | Seifersdorf, Schönborner Weg 3 (Karte)                   | 1852                               | ehem. Marienmühle oder Obermühle Seifersdorf im Seifersdorfer Tal; Einzeldenkmale der Sachgesamtheit Seifersdorfer Tal: Mühlengebäude, Straßenbrücke, Mühlgraben und Wehr (Teil nördlich der Großen Röder, Gemarkung Seifersdorf, siehe auch Sachgesamtheitsliste Obj. 09302337); baugeschichtlich und ortsgeschichtlich von Bedeutung. Siehe auch: Anmerkungen zu Mühlen der Müllerfamilie Bienert. | 09283818                 |
| Weitere Bilder                          | Niedermühle Seifersdorf                             | Seifersdorf, Seifersdorfer Tal 6; 6a; 6b (Karte)         | um 1870                            | ehem. Niedermühle Seifersdorf, 1872–1882 Papiermühle von Robert Sputh; Einzeldenkmale der Sachgesamtheit Seifersdorfer Tal: drei Gebäude der ehem. Niedermühle sowie Bogenbrücke über die Große Röder (Teil nördlich der Großen Röder, Gemarkung Seifersdorf, siehe auch Sachgesamtheitsliste Obj. 09302337); ehemalige Papierfabrik Seifersdorf, baugeschichtlich und ortsgeschichtlich von Bedeutung. Heute Ruine. | 09283819                 |
|                                         | Kunath-Mühle Schönborn                              | Schönborn (Karte)                                        |                                    | ehem. Kunath-Mühle Schönborn, abgerissen |                          |
| Weitere Bilder                          | Schirmermühle Grünberg                              | Grünberg, An der Mühle 5 (Karte)                         | 1866                               | ehem. Schirmermühle Grünberg; Müllerwohnhaus, Mühlengebäude und Nebengebäude einer Mühlenanlage sowie Mühlgraben; Putzbauten, ortsgeschichtlich und technikgeschichtlich von Bedeutung. Siehe auch: Anmerkungen zu Mühlen der Müllerfamilie Bienert. | 09283249                 |
| Direkt Bild zu diesem Denkmal hochladen | Hintermühle Grünberg                                | Grünberg, Zum Stöckigt 3 (Karte)                         |                                    | ehem. Hintermühle Grünberg |                          |
| Weitere Bilder                          | Schlossmühle Hermsdorf                              | Hermsdorf, Schloßstraße 3; 5 (Karte)                     | 1840                               | ehem. Schlossmühle Hermsdorf; Wohnhaus (Nr. 3), Müllerwohnhaus (Nr. 5) und Mühlengebäude (gegenüber Nr. 5) der ehem. Schlossmühle; baugeschichtlich, ortsgeschichtlich und technikgeschichtlich von Bedeutung. | 09283845                 |
| Direkt Bild zu diesem Denkmal hochladen | Papiermühle Hermsdorf                               | Hermsdorf, Dresdner Straße 34 (Karte)                    |                                    | ehem. Papiermühle Hermsdorf |                          |
|                                         | Schafmühle Cunnersdorf                              | Cunnersdorf, Radeburger Straße 120 (Karte)               | Ende 19. Jh.                       | ehem. Schafmühle oder Niedermühle Cunnersdorf, jetzt Wohnhaus. Wohnhaus mit Einfriedung; späthistoristischer Putzbau mit seitlicher Holzveranda, baugeschichtlich von Bedeutung. | 09284174                 |
| Weitere Bilder                          | Mehnertmühle Medingen                               | Medingen, Dorfstraße 1; 3; 5; 5a (Karte)                 | 1860                               | ehem. Mehnertmühle Medingen; Mühlenanwesen mit Wohnhaus (bestehend aus zwei Teilen Nr. 3, 5), Scheune und Stallungen im Winkel (Nr. 5a), Wohnhaus und Seitengebäude (Nr. 1) jenseits des Mühlgrabens mit Übergang sowie der Mühlgraben; baugeschichtlich und technikgeschichtlich von Bedeutung ortsgeschichtlich von Bedeutung. | 09284094                 |
| Weitere Bilder                          | Alte Schneidemühle Medingen                         | Medingen, Alte Ottendorfer Straße 10 (Karte)             | Anfang 18. Jh.                     | Alte Schneidemühle Medingen; Mühlengebäude mit altem Sägegatter; ortsgeschichtlich und technikgeschichtlich von Bedeutung. Siehe auch: Anmerkungen zu Mühlen der Müllerfamilie Bienert. | 09284095                 |
|                                         | Auenmühle Medingen                                  | Medingen (Karte)                                         |                                    | ehem. Mühle Medingen, abgerissen (wüst), genaue Lage unklar |                          |
| Weitere Bilder                          | Haeslichs Mühle Großdittmannsdorf                   | Großdittmannsdorf, Hauptstraße 45 (Karte)                |                                    | ehem. Haeslichs Mühle Großdittmannsdorf | Wikidata-Objekt anzeigen |
| Weitere Bilder                          | Mühle Boden Großdittmannsdorf                       | Großdittmannsdorf, Bodener Str. 2 (Karte)                |                                    | ehem. Bodensche Mahl- und Schneidemühle Großdittmannsdorf, urspr. zum Rittergut Boden gehörend. |                          |
| Weitere Bilder                          | Herrenmühle Radeburg                                | Radeburg, Würschnitzer Straße 8 (Karte)                  |                                    | ehem. Herrenmühle Radeburg, ehemalige Wasser-, spätere Dampfmühle, Besitzer: J. Finke, jetzt Wohnhaus. |                          |
| Weitere Bilder                          | Bienertmühle oder Hofwallmühle Radeburg             | Radeburg, Hofwall 4 (Karte)                              | um 1850                            | ehem. Bienertmühle oder Hofwallmühle Radeburg, jetzt Firma Silbernagel GmbH; Mühlen-Wohnhaus und Mühlgraben; gründerzeitlich-klassizistischer Putzbau, bau- und ortsgeschichtlich bedeutend. Siehe auch: Anmerkungen zu Mühlen der Müllerfamilie Bienert. | 09288023                 |
|                                         | Mühle Oberrödern                                    | Rödern, Radeburger Straße 41 (Karte)                     |                                    | ehem. Mühle Oberrödern, ab 1741 im Besitz von Johann George Bienert, 1804 Verkauf der Bienert-Mühle und Übersiedlung nach Eschdorf, urspr. Mühlenhof vermutlich Nr. 35 bis 41, Mühlengebäude Nr. 41 abgerissen. Siehe auch: Anmerkungen zu Mühlen der Müllerfamilie Bienert. |                          |
| Weitere Bilder                          | Schlossmühle Niederrödern                           | Rödern, Dorfstraße 2 (Karte)                             |                                    | ehem. Schlossmühle Niederrödern, genaue Lage unklar, siehe Wehr Schlossmühle Niederrödern |                          |
| Weitere Bilder                          | Niedermühle Rödern                                  | Rödern, Dorfstraße 52; 54 (Karte)                        | 1852                               | ehem. Niedermühle Rödern; Wohnmühlengebäude (mit zwei Hausnummern) und Seitengebäude eines Mühlenanwesens, dazu Mühlgraben und Wehr, Mühlentechnik teilweise erhalten (darunter Wasserturbine); einstige Wassermühle, Fachwerkgebäude, bau-, orts- und technikgeschichtliche Bedeutung, mit interessanter Mühlentechnik. Siehe auch: Anmerkungen zu Mühlen der Müllerfamilie Bienert. | 08959065                 |
|                                         | Mühle Freitelsdorf                                  | Freitelsdorf, Mühlgasse 1 (Karte)                        |                                    | ehem. Bienertmühle Freitelsdorf, Besitzer war bis 1935 Johann Gustav Bienert (1859–1935), Schneidemühle mit dem Wasserrad 1938 abgerissen. Das Mühlengebäude wurde 1969 bis 1972 zu einem Mehrfamilien-Wohnhaus umgebaut. Die Müllerfamilie Bienert ist ab 1360 in Freitelsdorf bei Radeburg nachweisbar. Siehe auch: Anmerkungen zu Mühlen der Müllerfamilie Bienert. |                          |
| Weitere Bilder                          | Grahlmühle Cunnersdorf                              | Cunnersdorf, An der Mühle 1 (Karte)                      |                                    | ehem. Grahlmühle Cunnersdorf, urspr. zum Rittergut Cunnersdorf gehörend. | Wikidata-Objekt anzeigen |
| Weitere Bilder                          | Mühle Kalkreuth                                     | Kalkreuth, Am Mühlenhof 2 (Karte)                        |                                    | ehem. Mühle Kalkreuth | Wikidata-Objekt anzeigen |
| Weitere Bilder                          | Paulsmühle Kalkreuth                                | Kalkreuth, Paulsmühle 4 (Karte)                          | um 1800                            | ehem. Paulsmühle Kalkreuth; Mühlenwohnhaus; zweigeschossiger Putzbau mit steilem Satteldach, ortshistorische Bedeutung. | 08959083                 |
| Weitere Bilder                          | Wehrhaus Kalkreuth                                  | Kalkreuth, Wehrhaus 1 (Karte)                            |                                    | keine Mühle, Teilungswehr Kalkreuth zur Wasserverteilung zwischen Gr. Röder und Röderneugraben. |                          |
| Weitere Bilder                          | Müllers Mühle Folbern                               | Folbern, Mühlenweg 3 (Karte)                             |                                    | ehem. Müllers Mühle Folbern | Wikidata-Objekt anzeigen |
| Weitere Bilder                          | Mühle Naundorf; Blaudruckfabrik Gebr. Jentsch       | Großenhain-Naundorf, Radeburger Straße 102; 102a (Karte) |                                    | ehem. Mühle Naundorf, ab 1910 Blaudruckfabrik Gebr. Jentsch. Fabrikgebäude mit zwei Turmanbauten (an der Rückseite einst als Wasserturm) und Verwaltungsgebäude; baugeschichtlich, ortsgeschichtlich und technikgeschichtlich von Bedeutung. | 08958186                 |
| Weitere Bilder                          | ehem. Wasserkunst                                   | Großenhain, An der Wasserkunst 2-4 (Karte)               | 1773                               | keine Mühle, Gebäude der alten Wasserkunst zur Wassergewinnung für die Stadt Großenhain aus dem Mühlgraben der Gr. Röder | 08958319                 |
| Weitere Bilder                          | Mühle Großenhain                                    | Großenhain, Walkdamm (Karte)                             |                                    | vermutlich ehem. Walkmühle Großenhain am Standort der späteren Tuchfabrik Caspari, genaue Lage unklar | Wikidata-Objekt anzeigen |
| Weitere Bilder                          | Mühle Großenhain                                    | Großenhain, Carl-Maria-von-Weber-Allee 75 (Karte)        |                                    | ehem. Mühle Großenhain, genaue Lage unklar |                          |
| Direkt Bild zu diesem Denkmal hochladen | Gerbermühle Großenhain                              | Großenhain; Gerberdamm (Karte)                           |                                    | vermutlich ehem. Gerbermühle Großenhain, abgerissen, genaue Lage unklar |                          |
| Direkt Bild zu diesem Denkmal hochladen | Mühle im Katharinenviertel Großenhain               | Großenhain; Katharinenplatz (Karte)                      |                                    | vermutlich ehem. Mühle im Katharinenviertel von Großenhain, abgerissen, genaue Lage unklar, seit 2002 Gartenschaupark Großenhain |                          |
| Direkt Bild zu diesem Denkmal hochladen | König-Albert-Mühle Großenhain                       | Kleinraschütz, Am Stadtpark 25a; 25b; 27 (Karte)         | 1922                               | ehem. König-Albert-Mühle Kleinraschütz; Mühle und Mühlenturm (Nr. 25a/b) sowie historische Sonnenuhr am Nebengebäude (Nr. 27); ortsgeschichtlich von Bedeutung. | 08958415                 |
| Direkt Bild zu diesem Denkmal hochladen | Schlossmühle Skassa                                 | Skassa, Friedrich-Zürner-Straße (Karte)                  |                                    | ehem. Schlossmühle Skassa, genaue Lage unklar |                          |
|                                         | Neumühle Skassa                                     | Skassa, Zur Neumühle 1; 2 (Karte)                        | 1847                               | ehem. Neumühle Skassa; Mühlenanwesen mit Mühlengebäude, Wohnmühlenhaus (Nr. 2), Wohnstallhaus, Scheune, jüngerem Wohnhaus (Nr. 1, früherem Auszugshaus), Wehr und Teilen der Technischen Ausstattung (darunter Siemens-Schuckert-Motor); komplett erhaltenes Mühlenensemble von ortsgeschichtlicher und technikgeschichtlicher Relevanz. | 08958152                 |
| Direkt Bild zu diesem Denkmal hochladen | Mühle Wildenhain                                    | Wildenhain, Neue Hauptstraße 3a (Karte)                  |                                    | ehem. Mühle Wildenhain, urspr. zum Rittergut Walda gehörend; unter Denkmalschutz steht der Mühlgraben mit Wehr und Turbinenhaus; technikgeschichtliche Zeugnisse des dörflichen Lebens von lokalhistorischer Bedeutung. | 08959142                 |
| Weitere Bilder                          | Schlossmühle Walda                                  | Walda, Mühlweg 4 (Karte)                                 | 1846                               | Schlossmühle Walda, urspr. zum Rittergut Walda gehörend, später auch Sägewerk, jetzt Altersheim und Wasserkraftanlage. Ehemalige Wassermühle / Getreidemühle mit eigentlichem Mühlengebäude (um 1910), daran eingebautem Turbinenhaus einschließlich Turbine und Schütz, dem älteren Müllerwohnhaus mit Anbau (bez. 1846), den erhaltenen Teilen der westlichen Seitengebäude und zwei Torpfeilern (nördliche bez. 1852); weitgehend original erhaltenes Mühlenensemble mit ortshistorischer Bedeutung. | 08958858                 |
| Direkt Bild zu diesem Denkmal hochladen | Baudaer Mühle oder Mühle Otto Thürigen              | Bauda, Baudaer Mühle 1; 2 (Karte)                        | 1859                               | ehem. Baudaer Mühle, urspr. zum Rittergut Walda gehörend. Mühlengebäude (mit weitestgehend vollständig erhaltener Technik); Antrieb zum überwiegenden Teil durch Wasserkraft, technik- und ortsgeschichtliche Bedeutung, zudem wegen authentischer, nur geringfügig ergänzter Ausstattung mit Seltenheitswert. | 08958866                 |
| Weitere Bilder                          | Schlossmühle Zabeltitz                              | Zabeltitz, Hauptstraße 11; 11a (Karte)                   | 1742                               | ehem. Schlossmühle Zabeltitz, Getreidemühle, urspr. zum Rittergut Zabeltitz gehörend; Einzeldenkmale der Sachgesamtheit Schloss, Rittergut und Park Zabeltitz: Mühle (Nr. 11) mit Resten von Mühlentechnik, Seitengebäude (Nr. 11a), verbindendes Turbinenhaus mit 2 Turbinen, gefassten Einläufen und mittlerem Freilaufschütz, steinerne Fassung der Großen Röder mit alten Wehrpfeilern sowie Teile verschiedener Parkmauern (Sachgesamtheit ID-Nr. 08958716); in markanter Straßenlage, ortsbildprägend sowie orts- und technikgeschichtlich von Relevanz. | 08958700                 |
| Weitere Bilder                          | Radener Mühle                                       | Raden, Mühlweg 2; 4 (Karte)                              | 1886                               | ehem. Radener Mühle; Mühlengebäude (mit technischer Ausstattung) und gegenüber liegendes Wohnhaus; produzierende Getreidemühle, Wohnhaus mit historisierender Putzfassade, ortshistorische und technikgeschichtliche Bedeutung. | 08956520                 |
| Direkt Bild zu diesem Denkmal hochladen | Mühle Frauenhain                                    | Frauenhain, Teichweg 6 (Karte)                           |                                    | ehem. Mühle Frauenhain, genaue Lage unklar |                          |
| Direkt Bild zu diesem Denkmal hochladen | Gröditzer Mühle                                     | Gröditz (Karte)                                          |                                    | ehem. Gröditzer Mühle, unter Detlev Carl von Einsiedel ab 1800 zur Gröditzer Eisenhütte (Lauchhammerwerk) umgebaut, genaue Lage unklar |                          |
| Direkt Bild zu diesem Denkmal hochladen | Mühle Gröditz-Reppis                                | Gröditz-Reppis, Albert-Niethammer-Stra0e 12 (Karte)      |                                    | ehem. Mühle Gröditz, jetzt Catering-Firma, genaue Lage unklar |                          |
| Weitere Bilder                          | Rödermühle Saathain                                 | Saathain, Reichenhainer Straße 1 (Karte)                 |                                    | ehem. Rödermühle Saathain in der Gemeinde Röderland in (Brandenburg), bis 1973 in Betrieb, 1997 ausgebrannt, Wiederaufbau des Mühlengebäudes. | Wikidata-Objekt anzeigen |
|                                         | Wassermühle Prieschka                               | Prieschka (Karte)                                        |                                    | ehem. Wassermühle Prieschka an der Alten Röder, bis 1991 in Betrieb, 2013 abgerissen (Brandenburg) | Wikidata-Objekt anzeigen |

## Liste von Mühlen an der Schwarzen Röder
Die Liste der ehemaligen Mühlen an der Schwarzen Röder ist entsprechend der örtlichen Lage an den Flussläufen von der Quelle zur Mündung gegliedert.
| Bild           | Bezeichnung                                                | Lage                                                | Datierung                            | Beschreibung | ID                       |
| -------------- | ---------------------------------------------------------- | --------------------------------------------------- | ------------------------------------ | --- | ------------------------ |
| Weitere Bilder | Dorfmühle Seeligstadt                                      | Seeligstadt, Am Mühlgraben 7 (Karte)                | Ersterwähnung 1559                   | Die Dorfmühle in Seeligstadt wurde erstmalig 1559 als Mahl- und Brettmühle erwähnt. Im Jahr 1805 hatte die Mühle außerdem einem Oelschlag. Im Oberdorf gelegen; Mühlenwohnhaus über winkligem Grundriss mit rückwärtigem Anbau, südliches Seitengebäude und westliche Scheune eines Mühlenanwesens sowie Mühlgraben; Mühlenwohnhaus Putzbau mit Krüppelwalmdach, Seitengebäude Obergeschoss Fachwerk, Scheune Fachwerk, baugeschichtlich, baugeschichtlich und ortsgeschichtlich von Bedeutung. | 09289329                 |
| Weitere Bilder | Sträuchermühle Seeligstadt (auch Büchel- oder Doktormühle) | Seeligstadt, Fischbacher Straße 4-7 (Karte)         | Ersterwähnung 1563                   | Erstmahlig 1563 als Brettmühle von Simon Eiseldt erwähnt. Durch ihre Lage im Gebüsch, wurde sie Büchel- oder Sträuchermühle genannt. 1709 wird sie als Mahl- und Schneidemühle erwähnt, wobei in den 1820er Jahren nur noch von einer Schneidemühle gesprochen wird. 1886 brennt die Mühle durch Brandstiftung ab, wird jedoch im Folgejahr bereits wieder aufgebaut. Im Jahr 1894 wird sie wieder als Mahlmühle mit einer Dampfbäckerei betrieben. Nach dem 2. Weltkrieg erfolgt die Umstellung zu einer Schälmühle zur Herstellung von Graupen, Grütze und Haferflocken. Ab 1970 werden auf dem Gelände elektrischer Geräte hergestellt. Dieser Betrieb wird 1972 als „VEB Elektronische Geräte Dresden Betriebsteil Seeligstadt“ verstaatlicht. 1990 erfolgte die Zurückführung an den ursprünglichen Besitzer. 1998 wurde das Gelände von einer Fensterbaufirma genutzt und 2008 erfolgte der Umbau zu einem Mehrfamilienwohnhaus. | Wikidata-Objekt anzeigen |
| Weitere Bilder | Fischbacher Mühle                                          | Fischbach, Stolpener Straße 54, 54a (Karte)         | 1847                                 | ehem. Fischbacher Mühle am Mühlgraben des Dörnigbornwassers im Ort, später Bäckerei Mende | Wikidata-Objekt anzeigen |
|                | Untere Mühle Fischbach                                     | Fischbach, Stolpener Straße 26-28 (Karte)           |                                      | ehem. Fischbacher Mühle am unteren Dorfende am Mühlgraben der Schwarzen Röder, abgerissen, genaue Lage unklar. Siehe auch: Anmerkungen zu Mühlen der Müllerfamilie Bienert. |                          |
| Weitere Bilder | Mühle Arnsdorf                                             | Arnsdorf, Mühlweg (Karte)                           |                                      | ehem. Arnsdorfer Mühle, Mahl- und Ölmühle, Mühlgraben noch vorhanden, später Direktorenvilla, jetzt Kindergarten. Drei weitere Mühlen (Königs-Mahlmühle, Dorf-Lohmühle und Georg Weiter-Ölmühle) gab es nach der alten Oeder-Karte von 1586/1634 am Goldbach. |                          |
| Weitere Bilder | Dorf-, Ober- oder Waltermühle Kleinwolmsdorf               | Kleinwolmsdorf, Großerkmannsdorfer Straße 8 (Karte) | Ersterwähnung Anfang 16. Jahrhundert | Die Besitzverhältnisse der Mühle lassen sich bis zu Beginn des 16. Jahrhunderts zurückverfolgen. Dendrochronologische Untersuchungen haben ergeben, dass das älteste Bauholz der Mühle aus den Jahren 1584-1586 stammt. Die Getreidemühle mit einem Mahlgang wurde mit einer Konzession von 1605 um einen weiteren Mahlgang vergrößert. 1653 kam die Mühle in den Besitz der Familie Philipp blieb die nächsten 260 Jahren in Familienbesitz. Ende des 17. Jahrhunderts hatte die Mühle zwei Mahlgänge, einen Holzschneidegang und eine Lohstampfe. 1722 wurde ein Ölschlag eingerichtet. Im Jahr 1875 hatte die Mühle einen Mahl- und Schrotgang, eine Lohstampfe, einen Ölschlag und ein einfaches Sägegatter. 1913 war Albin Walther Eigentümer der Mühle, worauf die Namensvariante „Waltermühle“ zurückgeht. In den 1950er Jahren hatte die Mühle zwei oberschlächtige Wasserräder. Ein Rad für das Mahlwerk und ein Rad für das Sägewerk. Am 1. September 1988 wurde die Mühle an die „LPG Morgenrot“ verkauft. Nach der Wiedervereinigung verfiel die Mühle wegen unklaren Besitzverhältnissen und fehlendem Interesse. Am 2. März 2009 begann der Abbruch der Scheune und des Sägewerks. Im Dezember 2009 folgte der Abriss des Hauptgebäudes mit Wohn- und Wirtschaftsteil der Mühle. |                          |
| Weitere Bilder | Wend- oder Niedere Mühle Kleinwolmsdorf                    | Kleinwolmsdorf, Wallrodaer Straße (Karte)           | 1732                                 | Die Wendmühle hatte drei Vorgängerbauten, die alle weiter flussabwärts standen. Die erste Mühle soll im 17. Jahrhundert entstanden sein und die Letzte lag etwa 200 m unterhalb der Wendmühle. 1729 kaufte Michael König das Grundstück an dem Verbindungsweg zwischen Kleinwolmsdorf und Wallroda und erhielt 1732 die Konzession und Baugenehmigung zur Errichtung einer kleinen Getreidemühle mit einem Mahlgang. 1817 ließ Johann Gottfried Klahre die Mühle vom Mühlenbaumeister Wend(t) aus Stürza vergrößen. Die neue Mühle hieß fortan Wend(t)mühle und hatte einen Mahl- sowie einen Spitzgang. Johann Gottfried Gehre kaufte die Mühle im Jahr 18828 und errichtete darin eine kleine Bäckerei und einen Bierausschank für seine Kunden. Mit dem Bau der Eisenbahn 1840, wurde die Scheune der Mühle abgerissen und auf der gegenüber liegenden Straßenseite wieder aufgebaut. Wegen der Brandgefahr durch Funkenflug des Bahnbetriebes wurde das Strohdach der Mühle durch ein Ziegeldach ersetzt. Am 15. Juni 1922 brannte die Mühle bis auf Grundmauern nieder. Als „Einkehrhaus Wend-Mühle“ wurde sie wieder aufgebaut und ab 1928 verpachtet. Sie erhielt 1929 eine Schankkonzession. Nach dem 2. Weltkrieg wurde die Mühle durch die „LPG Morgenrot“ übernommen. Das Gebäude war noch bis 1985 bewohnt, verfiel jedoch in den Folgejahren immer mehr. Am 2. August 1998 brach das Dach ein, worauf die Mühle in den Folgetagen komplett abgerissen wurde. Die mit dem Bau der Eisenbahn neu errichtete Scheune ist heute das letzte Gebäude, was von der Mühle erhalten geblieben ist. | 09283426                 |
| Weitere Bilder | Walk- oder Waldmühle Kleinwolmsdorf                        | Kleinwolmsdorf (Karte)                              | erbaut zwischen 1828 und 1843        | Als einer der ersten Besitzer wird 1844 Friedrich Ferdinand Wagner erwähnt. Die Mühle wurde damals als Walkmühle mit oberschlächtigem Mühlrad betrieben, welches durch ein auf Pfeilern stehendes Gerinne mit Wasser versorgt wurde. Im Jahr 1904 wird die Fabrik „Walkmühle Kleinwolmsdorf - Dietrich und Peck“ erwähnt, welche Produkte aus Papierstoffen herstellte. Bereits ein Jahr später wechselte der Besitzer und die Mühle wurde in „Zellulosefabrik Waldmühle“ umbenannt. Im Jahr 1928 zerstörte ein durch Brandstiftung entstandenes Feuer das Fabrikgelände, welches damals der „Radeberger Dachpappenfabrik GmbH“ gehörte. Die Leipziger Grundstücksgesellschaft „Barbarahaus“ kaufte 1932 das Gelände, auf welchem damals ein Kesselhaus, ein Kohlenschuppen, eine große Schlosserei, ein Transformatorenstation und ein Wohnhaus standen, und verpachtete es in den nächsten Jahren an verschiedene Firmen. 1966 wurde die Fabrik durch ein Feuer weitgehend zerstört, sodass die Radeberger Firma „Reißfasern Artur Grübler“ im Jahr 1972 den Produktionsstandort aufgab. |                          |
|                | Kokosweberei Radeberg                                      | Radeberg, Kleinwolmsdorfer Straße 51 (Karte)        |                                      | vermutlich ehem. Mühlenstandort, später VEB Kokosweberei Radeberg |                          |

## Liste von Mühlen an der Kleinen Röder
Die Liste der ehemaligen Mühlen an der Kleinen Röder ist entsprechend der örtlichen Lage an den Flussläufen von der Quelle zur Mündung gegliedert.
| Bild                                    | Bezeichnung                                      | Lage                                                          | Datierung         | Beschreibung | ID       |
| --------------------------------------- | ------------------------------------------------ | ------------------------------------------------------------- | ----------------- | --- | -------- |
|                                         | Obermühle Leppersdorf                            | Leppersdorf, Badstraße 14-16 (Karte)                          |                   | ehem. Obermühle Leppersdorf an der Kleinen Röder, genaue Lage unklar. Siehe auch: Anmerkungen zu Mühlen der Müllerfamilie Bienert. |          |
| Weitere Bilder                          | Alte Mühle Leppersdorf                           | Leppersdorf, Mühlstraße 21 (Karte)                            | 1. Hälfte 19. Jh. | ehem. Alte Mühle oder Niedermühle Leppersdorf an der Kleinen Röder; Wohnstallhaus; Obergeschoss Fachwerk, Vorderseite verschiefert, Krüppelwalmdach, baugeschichtlich und straßenbildprägend von Bedeutung. | 09284659 |
|                                         | Obermühle Lichtenberg                            | Lichtenberg, Parkweg 16-18 (Karte)                            |                   | ehem. Obermühle Lichtenberg am Lichtenberger Bach, genaue Lage unklar |          |
| Weitere Bilder                          | Alte Mühle oder Körnermühle Lichtenberg          | Lichtenberg, Wachauer Straße 20 (Karte)                       | 1878              | ehem. Körnermühle Lichtenberg am Lichtenberger Bach; Wohnmühlenhaus mit Müllerwappen eines Mühlenanwesens; Putzbau mit drei rundbogigen Fenstern im Giebel, Müllerwappen am Giebel, baugeschichtlich und ortsgeschichtlich von Bedeutung. | 09275685 |
| Weitere Bilder                          | Niedermühle Lichtenberg                          | Lichtenberg, Wachauer Straße 27 (Karte)                       |                   | ehem. Niedermühle Lichtenberg am Lichtenberger Bach |          |
| Weitere Bilder                          | Richtermühle Kleindittmannsdorf                  | Kleindittmannsdorf, Röderstraße 5 (Karte)                     | um 1800           | ehem. Richtermühle Kleindittmannsdorf; Wohnmühlenhaus mit im Winkel stehender Scheune; beide Gebäude Obergeschoss Fachwerk, baugeschichtlich und ortsgeschichtlich von Bedeutung. Siehe auch: Anmerkungen zu Mühlen der Müllerfamilie Bienert. | 09275974 |
| Weitere Bilder                          | Eisoldmühle Kleindittmannsdorf                   | Kleindittmannsdorf, Röderstraße 2 (Karte)                     | 1856              | ehem. Eisoldmühle Kleindittmannsdorf; Wohnmühlenhaus und Mühlentechnik mit Sägegatter; baugeschichtlich und technikgeschichtlich von Bedeutung. | 09275973 |
| Weitere Bilder                          | Büttnermühle Kleindittmannsdorf                  | Kleindittmannsdorf, Großnaundorfer Straße 1; 2 (Karte)        | 1734              | ehem. Büttnermühle Kleindittmannsdorf; Mühle einschließlich Radkammer, Haupttransmission und großen Teilen der technischen Ausstattung, Wasserrad, Hofpflasterung, Sägewerk und Mühlgraben mit Schöpfstelle; oberschlächtiges Wasserrad mit Königswelle (in Holländerverband), technische Ausstattung (einschließlich Abrichte mit Kreissäge, Generatoren, Behälter, Teile von Walzenstühlen, Elevatoren und Ausläufe), ortsgeschichtlich und technikgeschichtlich von Bedeutung.                                                | 09275971 |
|                                         | Niedermühle oder Knochenmühle Kleindittmannsdorf | Kleindittmannsdorf, Großnaundorfer Straße 5 (Karte)           | 2. Hälfte 19. Jh. | ehem. Niedermühle oder Knochenmühle Kleindittmannsdorf; Müllerwappen; über der Tür des modernisierten Wohnmühlenhauses, ortsgeschichtlich von Bedeutung. | 09277661 |
| Weitere Bilder                          | Philipp-Mühle Wachau                             | Wachau, Mühlweg 2 (Karte)                                     | nach 1850         | ehem. Philipp-Mühle Wachau an der Orla; Wohn-Mühlen-Gebäude, mit Reliefplatte (Zunftzeichen) über der Tür und Mühlentechnik sowie Granit-Brückensteg auf Bruchsteinwangen über den Mühlgraben; weitgehend authentisch erhaltene Wassermühle mit Mühlentechnik, Mühlenstandort seit dem 18. Jahrhundert quellenkundlich belegt, ehemals zum Rittergut Wachau gehörig, bis 1971 als Schrotmühle in Betrieb, ortsgeschichtlich und technikgeschichtlich von Bedeutung. Siehe auch: Anmerkungen zu Mühlen der Müllerfamilie Bienert. | 09284532 |
| Weitere Bilder                          | Obermühle Lomnitz                                | Lomnitz, Am Mühlberg 3 (Karte)                                |                   | ehem. Obermühle Lomnitz, jetzt Wohnhaus und Pension |          |
| Weitere Bilder                          | Mittelmühle Lomnitz                              | Lomnitz, Röderweg 11 (Karte)                                  | 1474              | ehem. Mittelmühle oder Opitzmühle Lomnitz, Mehl- und Schneidemühle, bis 1955 Dampfmühle und Bäckerei, teilweise abgebrochen, jetzt Wohnhaus. |          |
| Weitere Bilder                          | Buschmühle Lomnitz                               | Lomnitz, Buschmühlenweg 58 (Karte)                            | 1736              | ehem. Buschmühle Lomnitz; Wohnhaus mit Sonnenuhr, Mühlengebäude mit technischer Ausstattung, Wirtschaftsflügel mit Getreidespeicher und Mühlgraben; baugeschichtlich, ortsgeschichtlich und technikgeschichtlich von Bedeutung. | 09284451 |
| Weitere Bilder                          | Mühle Großokrilla oder Kühnmühle                 | Ottendorf-Okrilla, Mühlstraße 14 (Karte)                      |                   | ehem. Kühnmühle Großokrilla, jetzt Eiscafé |          |
|                                         | Hammermühle Ottendorf                            | Ottendorf-Okrilla, Ernststraße 19 (Karte)                     |                   | ehem. Hammermühle Ottendorf |          |
| Weitere Bilder                          | Steinmetzmühle Ottendorf                         | Cunnersdorf, OT von Ottendorf-Okrilla, Frankenfurt 1b (Karte) | 1930erJahre       | ehem. Steinmetzmühle, jetzt Ottendorfer Mühlenbäcker GmbH, Musterbäckereianlage mit Wohngebäude und Verkauf. Mühle mit angebauter Bäckerei und Müllerwohnhaus mit Bäckerladen; Wohnhaus mit figürlicher Bauplastik, Figur einer Mutter mit zwei Kindern und einem Laib Brot auf Konsole, mit Insignien der Mühle, baugeschichtlich und technikgeschichtlich von Bedeutung. | 09284147 |
| Direkt Bild zu diesem Denkmal hochladen | Mühle Cunnersdorf                                | Cunnersdorf, Radeburger Straße 78 (Karte)                     |                   | ehem. Mühle Cunnersdorf, Wehr Ottendorf-Okrilla unter Denkmalschutz. | 09306002 |

## Liste von Mühlen an Zuflüssen der Großen Röder
Die Liste der ehemaligen Mühlen an den Zuflüssen ist entsprechend der örtlichen Lage von der Quelle zur Mündung gegliedert.

| Mühlen an der Promnitz                  |                            |                                                            |               | |          |
|                                         | Mühle Volkersdorf          | Volkersdorf, Mühlweg 4a (Karte)                            |               | ehem. Mühle Volkersdorf an der Promnitz, jetzt Pension. Wehr und Ständeranlage stehen unter Denkmalschutz; technikgeschichtlich von Bedeutung. | 09284299 |
| Weitere Bilder                          | Wassermühle Bärnsdorf      | Bärnsdorf, Hauptstraße 35 (Karte)                          | 1769          | ehem. Wassermühle Bärnsdorf an der Promnitz, Denkmalschutz gestrichen. Mühlenanwesen mit zwei zum Dorfteich liegenden Gebäuden; markante Gebäudegruppe in Fachwerkbauweise, ortsgeschichtlich von Bedeutung. | 09284346 |
| Direkt Bild zu diesem Denkmal hochladen | Mühle Berbisdorf           | Berbisdorf, Anbaustraße 117-119 (Karte)                    |               | ehem. Mühle Berbisdorf an der Promnitz |          |
| Mühlen am Springbach und Kaltenbach     |                            |                                                            |               | |          |
| Direkt Bild zu diesem Denkmal hochladen | Kleinnaundorfer Dorfmühle  | Kleinnaundorf, OT von Thiendorf, Zum Springbach 1 (Karte)  |               | ehem. Kleinnaundorfer Dorfmühle am Springbach Siehe auch: Anmerkungen zu Mühlen der Müllerfamilie Bienert. |          |
| Direkt Bild zu diesem Denkmal hochladen | Feldmühle Kleinnaundorf    | Kleinnaundorf, Zur Feldmühle 1 (Karte)                     |               | ehem. Feldmühle Kleinnaundorf am Springbach |          |
| Direkt Bild zu diesem Denkmal hochladen | Krebsmühle Kleinnaundorf   | Kleinnaundorf, An der Krebsmühle 1 (Karte)                 |               | ehem. Krebsmühle Kleinnaundorf am Springbach |          |
| Direkt Bild zu diesem Denkmal hochladen | Würschnitzer Wassermühle   | Würschnitz, OT von Thiendorf, Ottendorfer Straße 1 (Karte) |               | ehem. Würschnitzer Wassermühle am Heidewiesenbach |          |
| Direkt Bild zu diesem Denkmal hochladen | Brettmühle Zschorna        | Zschorna (Karte)                                           |               | ehem. Brettmühle Zschorna am Brettmühlenteich (Zipfelteich), abgerissen, genaue Lage unklar Siehe auch: Anmerkungen zu Mühlen der Müllerfamilie Bienert. |          |
| Direkt Bild zu diesem Denkmal hochladen | Mühle Zschorna             | Zschorna, Zur Teichwirtschaft (Karte)                      |               | ehem. Mühle Zschorna am Mühlteich (Großteich), abgerissen, genaue Lage unklar |          |
| Weitere Bilder                          | Fuchsmühle Stölpchen       | Stölpchen, OT von Thiendorf (Karte)                        | um 1800       | ehem. Fuchsmühle Stölpchen am Kaltenbach; ehemaliges Mühlengebäude, landschaftstypischer Fachwerkbau, älteste Mühle der Großgemeinde Thiendorf, bau- und ortsgeschichtlich bedeutend sowie aus lokaler Sicht mit Seltenheitswert. | 08956655 |
| Direkt Bild zu diesem Denkmal hochladen | Kaltenbachmühle Liega      | Liega, Kaltenbachweg 1 (Karte)                             |               | ehem. Kaltenbachmühle Liega am Kaltenbach; unter Denkmalschutz steht die Sägemaschine eines Sägewerkes; original erhalten und funktionstüchtige Sägemaschine des 19. Jahrhunderts, technikgeschichtlich bedeutsam. | 08957108 |
| Direkt Bild zu diesem Denkmal hochladen | Jentzschmühle Thiendorf    | Thiendorf, Stölpchener Straße 1 (Karte)                    |               | ehem. Jentzschmühle Thiendorf, Stölpchener Straße 1 am Kaltenbach (Jentzschteich) |          |
| Weitere Bilder                          | Kienmühle Thiendorf        | Thiendorf, Kienmühle 1a (Karte)                            | 1927          | ehem. Kienmühle Thiendorf am Kaltenbach (Kienmühlenteich); Mühle mit technischer Ausstattung sowie Wohnhaus, Stallgebäude, Scheune und Seitengebäude eines Mühlenanwesens; weitgehend original erhaltenes Mühlenhof-Ensemble mit technikgeschichtlicher Bedeutung. | 08956673 |
| Mühlen am Hopfenbach                    |                            |                                                            |               | |          |
| Weitere Bilder                          | Trepte-Mühle Beiersdorf    | Beiersdorf, Hopfenbachstraße 21; 21a; 21b (Karte)          | 1912 / 1947   | ehem. Trepte-Mühle Beiersdorf am Hopfenbach; Mühlenanwesen mit Mühlengebäude, Wohnhaus und zwei Seitengebäuden sowie Inschrifttafel, jeweils ohne Innenausstattung; als Mahlmühle ortshistorische Bedeutung, stattliche Vierseitanlage, ebenfalls baugeschichtlich, technikgeschichtlich und sozialgeschichtlich von Bedeutung.                                                                      | 08956621 |
| Direkt Bild zu diesem Denkmal hochladen | Gausche-Mühle Altleis      | Nauleis, Am Rundling 24 (Karte)                            |               | ehem. Gausche-Mühle Altleis am Hopfenbach |          |
| Direkt Bild zu diesem Denkmal hochladen | Mühle Dallwitz             | Dallwitz, Ringstraße 34; 35 (Karte)                        | Mitte 18. Jh. | ehem. Mühle Dallwitz am Hopfenbach; Mühlen-Wohnhaus (Nr. 35) und Seitengebäude (Nr. 34) eines Mühlenanwesens sowie Mühlgraben, vier Torpfeiler und Einfriedungsmauer; Fachwerk-Seitengebäude, Mühlen-Wohnhaus Obergeschoss Fachwerk, ortsgeschichtlich und technikgeschichtlich von Bedeutung. | 08957792 |
| Direkt Bild zu diesem Denkmal hochladen | Döbritzschenmühle Dallwitz | Döbritzchen, Ringstraße 1 (Karte)                          | 1855          | ehem. Döbritzschenmühle Dallwitz am Hopfenbach; Wohn- und Mühlengebäude, altes Mühlengebäude und Stallgebäude eines Mühlenhofes, dazu Mühlentechnik; altes Mühlengebäude mit Fachwerk-Obergeschoss, ebenfalls das Stallgebäude, weitgehend original erhaltenes Ensemble der Müllerei, in alter Ortslage Döbritzschen, von ortshistorischer, baugeschichtlicher und technikgeschichtlicher Bedeutung. | 08957795 |
|                                         | Mühle Baßlitz              | Baßlitz, Gävernitzer Straße 12 (Karte)                     | 1845          | ehem. Mühle Baßlitz am Bierlichtbach; Mühlenwohnhaus, Scheune und Seitengebäude einer ehemaligen Wassermühle sowie Wasserrad; äußerlich weitgehend original erhaltenes Mühlenensemble mit Wohnhaus von klassizistischer Wirkung, von baugeschichtlicher und ortsgeschichtlicher Bedeutung. | 08957782 |
| Direkt Bild zu diesem Denkmal hochladen | Hopfenmühle Lenz           | Lenz, Mühlenweg 1 (Karte)                                  |               | ehem. Hopfenmühle Lenz am Hopfenbach |          |
| Direkt Bild zu diesem Denkmal hochladen | Mühle Zschauitz            | Zschauitz, Dorfstraße (Karte)                              |               | ehem. Mühle Zschauitz am Hopfenbach, genaue Lage unklar |          |
| Direkt Bild zu diesem Denkmal hochladen | Hammermühle Mülbitz        | Mülbitz, Mühlstraße 6 (Karte)                              |               | ehem. Hammermühle Mülbitz am Hopfenbach |          |

## Liste von Mühlen an der Kleinen Röder (Schwarzgraben)
Die Liste der ehemaligen Mühlen an der Kleinen Röder oder Schwarzgraben ist entsprechend der örtlichen Lage an den Flussläufen von der Quelle zur Mündung gegliedert.
| Bild                                    | Bezeichnung     | Lage                            | Datierung         | Beschreibung | ID       |
| --------------------------------------- | --------------- | ------------------------------- | ----------------- | --- | -------- |
| Direkt Bild zu diesem Denkmal hochladen | Mühle Görzig    | Görzig, An der Mühle 1 (Karte)  | 1. Hälfte 19. Jh. | ehem. Mühle Görzig, Mühlenseitengebäude; als Teil eines ehemaligen Mühlenkomplexes von ortshistorischer Bedeutung.                                                                                 | 08958686 |
| Direkt Bild zu diesem Denkmal hochladen | Mühle Koselitz  | Koselitz, Dorfstraße 26 (Karte) | Anfang 19. Jh.    | ehem. Mühle Koselitz; Mühle (mit technischer Ausstattung); schlichter Putzbau, von ortshistorischer und technikgeschichtlicher Bedeutung.                                                          | 08956527 |
| Direkt Bild zu diesem Denkmal hochladen | Mühle Tiefenau  | Tiefenau, Fischergasse (Karte)  |                   | ehem. Mühle Tiefenau (wüst) |          |
| Weitere Bilder                          | Mühle Spansberg | Spansberg, Am Anger 1 (Karte)   | 1963              | ehem. Mühle Spansberg; Mühlengebäude mit Wasserrad, Mühlgraben und einem Mahlgang (Walzmahlwerk); Zeugnisse des dörflichen Handwerks in gutem Originalzustand, technikgeschichtlich von Bedeutung. | 08958933 |
| Direkt Bild zu diesem Denkmal hochladen | Mühle Kröbeln   | Kröbeln, Rödergasse 11 (Karte)  |                   | ehem. Mühle Kröbeln, jetzt Wohnhaus |          |

## Landkarten-Archiv
- Messtischblatt 418 Bischofswerda (1910) (abgerufen am 24. Juli 2025)
- Messtischblatt 417 Dresden (1910) (abgerufen am 24. Juli 2025)
- Messtischblatt 392 Großenhain (1910) (abgerufen am 24. Juli 2025)